# Heinrich von Plauen
Heinrich von Plauen (1370 circa – 1429) è stato un militare tedesco e il ventisettesimo Gran maestro dell'Ordine teutonico dal 1410 al 1413. Egli fu il difensore del castello di Marienburg dopo la sconfitta dell'ordine nella battaglia di Grunwald nel 1410.

## La carriera
Von Plauen nacque attorno al 1370. Dal momento che tutti i membri maschi della sua famiglia erano stati battezzati col nome di Heinrich (Enrico), egli è talvolta indicato col nome di Heinrich von Plauen il Vecchio per differenziarlo dal suo parente, Heinrich von Plauen il Giovane. Un lontano parente della casa di Reuss, Heinrich Reuß von Plauen, fu Gran Maestro dal 1469 al 1470.
Von Plauen giunse in Prussia attorno al 1390 come affiliato all'ordine, ma solo successivamente entrò a farne parte. Non ricoprì incarichi rilevanti sino al 1402 quando divenne Komtur di Nessau e di Schwetz nel 1407.
Von Plauen non partecipò alla Battaglia di Grunwald il 15 luglio 1410, ma dopo aver ricevuto notizie della sconfitta dell'ordine, egli si barricò con i cavalieri restanti nel Castello di Marienburg, sospettando giustamente che sarebbe stato l'obbiettivo successivo di Jogaila. Von Plauen progettò l'azione per tempo e l'ordine fu in grado di salvare la propria capitale.
Per il servizio prestato nella difesa di Marienburg, von Plauen venne scelto come Gran Maestro successore nel 1410, superando anche altri membri dell'ordine con ben più alte posizioni come Werner von Tettingen, Ministro degli Affari Esteri dell'Ordine e Komtur di Elbing (Elbląg), salvatosi da morte certa a seguito della sconfitta teutonica nella Battaglia di Grunwald.
Von Plauen ottenne grandi successi diplomatici nel 1411, firmando il Primo Trattato di Toruń, il 1º febbraio dello stesso anno, con buone clausole favorevoli all'ordine. Allo stesso tempo, malgrado l'ordine fosse stato indebolito dagli eventi del 1410, von Plauen iniziò i preparativi per un'altra guerra contro il Regno di Polonia.
Malgrado i suoi grandi servizi per l'ordine, von Plauen non ricevette molto rispetto né supporto dagli altri confratelli. Egli era infatti reputato un sanguinario e un crudele. Von Plauen combatté profondamente l'opposizione di alcune città prussiane, riunite nella Compagnia della lucertola. Nel 1411 von Plauen scoprì un complotto ordito da Georg von Wirsberg, Komtur di Rehden (Radzyń Chełmiński), e ordinò la decapitazione di Nicholas von Renys, uno dei quattro cavalieri che avevano fondato la Compagnia della lucertola, in aiuto dei polacchi. L'esecuzione si svolse a Graudenz, fatto che contribuì ulteriormente a peggiorare la già alta impopolarità del Gran Maestro.
Von Plauen venne rovesciato dal proprio incarico nel 1413 da Michael Küchmeister von Sternberg, Gran Maresciallo e Komtur di Königsberg (Kaliningrad), uno dei cavalieri intenzionati a supportare una duratura pace col Regno di Polonia. Küchmeister divenne successivamente il ventottesimo Gran Maestro dell'Ordine Teutonico.
Von Plauen venne imprigionato con il proprio fratello, conosciuto come Heinrich il Giovane, a Komtur di Danzica. Venne rilasciato dalla prigionia solo alla morte di von Sternberg nel 1422. Divenne quindi procuratore di Pavlovo presso Königsberg, dove morì nel 1429. Heinrich il Giovane, invece, morì nel 1441 circa.